# Nayla Hayek
Nayla Hayek (* 1951; heimatberechtigt in Egliswil) ist eine Schweizer Unternehmerin.
Hayek ist die Tochter des im Juni 2010 verstorbenen Nicolas Hayek, des Gründers sowie Präsidenten und Delegierten des Verwaltungsrates der Swatch Group. Seit 1995 sitzt sie im Verwaltungsrat der Swatch Group, wo sie seit März 2009 das Amt der Vizepräsidentin ausübte, bis sie am 30. Juni 2010 zur Präsidentin des Verwaltungsrats gewählt wurde. Ihr Bruder Nick Hayek ist Präsident der Konzernleitung der Swatch Group.
Nayla Hayek sitzt in über 30 weiteren Verwaltungsräten des Swatch-Konzerns. Sie ist die einzige Frau an der Spitze eines Grossunternehmens, das an der SIX Swiss Exchange kotiert und im Swiss Market Index enthalten ist.
Ihr Sohn Marc Hayek, der heute die Uhrenmanufakturen Blancpain und Breguet SA führt, wuchs nach ihrer Scheidung bei den Grosseltern auf.
Hayek züchtet Araberpferde und führt in Schleinikon ein Gestüt mit rund 50 Pferden. Sie ist Mitglied in der World Arabian Horse Organisation. Sie wohnt in Hergiswil, Kanton Nidwalden.